# Malcolm Dole
Malcolm Dole (4 de março de 1903 — 29 de novembro de 1990) foi um químico estadunidense.
É conhecido pelo efeito Dole, pelo qual provou que o peso atômico do oxigênio no ar é maior que o peso do oxigênio da água. e por seu trabalho sobre ionização por eletrospray, química de polímeros e eletroquímica.

## Publicações selecionadas
- Dole, Malcolm (1935). Principles of Experimental and Theoretical Electrochemistry. [S.l.: s.n.]  LCCN 35-14525
- Dole, Malcolm (1941). The Glass Electrode: Methods, Applications, and Theory. [S.l.: s.n.] ASIN B0007DVA2W ;  LCCN 41-16574
- Dole, Malcolm (1954). Introduction to Statistical Thermodynamics. [S.l.: s.n.]  LCCN 54-9934
- Dole, Malcolm (1972). The Radiation Chemistry of Macromolecules. Boston: Academic Press. ISBN 0-12-219802-6
- Dole, Malcolm (1989). My Life in the Golden Age of America. New York: Vantage Press. ISBN 0-533-07995-0